# دوست هندوی من
دوست هندوی من (به انگلیسی: My Hindu Friend) فیلمی محصول سال ۲۰۱۵ و به کارگردانی هکتور بابنکو است. در این فیلم بازیگرانی همچون ویلم دفو، ماریا فرناندا کاندیدو، باربارا پاز، سلتون ملو، هیناودو ژانه‌کینی، دالتون ویگ و آری فونتورا ایفای نقش کرده‌اند.